# Víctor Bernárdez
Víctor Salvador Bernárdez Blanco, född 24 maj 1982 i La Ceiba, Honduras, är en honduransk före detta fotbollsspelare. Han spelade mellan 2004 och 2014 för Honduras landslag.